# Rhyncholaelia
Rhyncholaelia, viết tắt Rl., là một chi trong họ Lan (Orchidaceae), gồm 2 loài. Chúng phân bố ở México, Guatemala, Belize và Honduras. Cả hai loài này được miêu tả trong chi Brassavola bởi Lindley. Năm 1918, Schlechter dựng lên chi mới Rhyncholaelia và chuyển Brassavola digbyana Lindl. 1846 và Brassavola glauca Lindl. 1839 vào nó.

## Các loài
- Rhyncholaelia digbyana  (Lindl.) Schltr.
- Rhyncholaelia glauca  (Lindl.) Schltr.

## Lai
- Rl. Aristocrat (= Rl. glauca × Rl. digbyana), registered by M. Roccaforte (1973) as Brassavola Aristocrat
- Rl. Memoria Coach Blackmore (= Rl. digbyana × Rl. Aristocrat), registered by S. Blackmore (2003)